# Air Austral
Air Austral é uma companhia aérea francesa baseada em Saint-Denis, Reunião. A empresa, fundada em 1975, explora serviços regulares e não regulares de Reunião. Sua base principal é o Aeroporto Roland Garros em Saint-Denis.

## Destinos

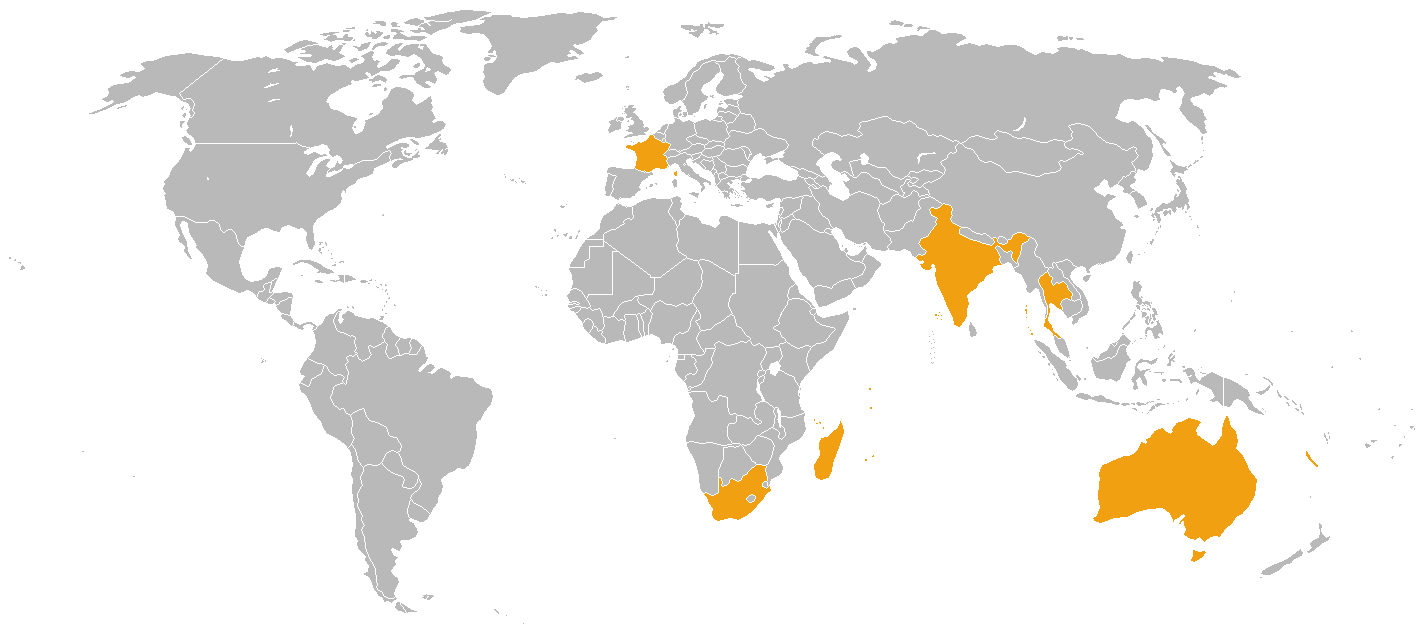
Destinos internacionais

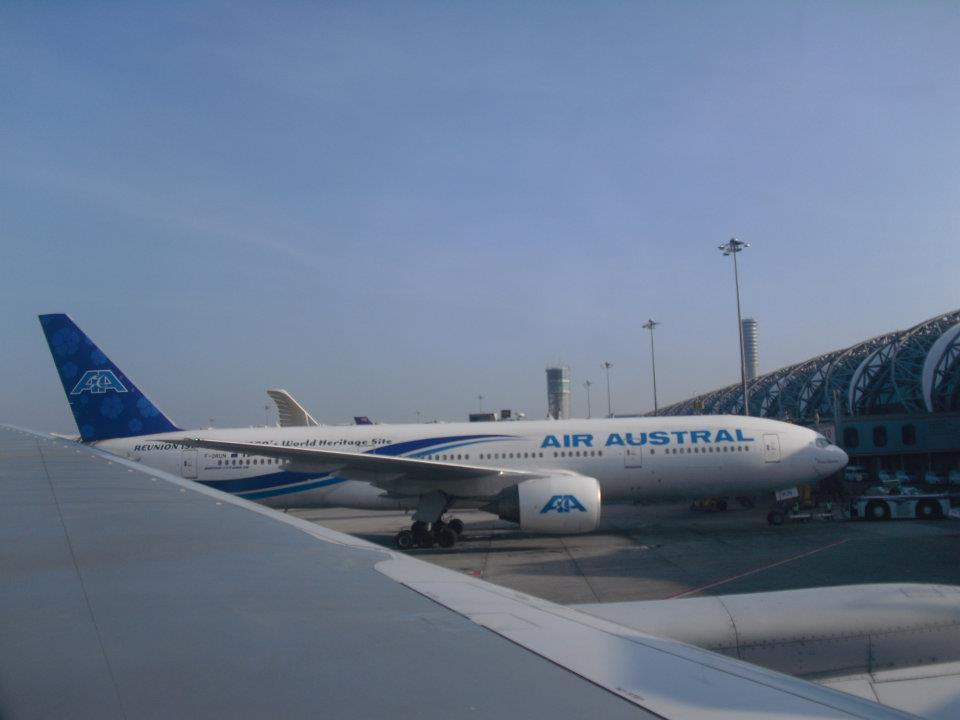
Um Boeing 777 da Air Austral no aeroporto de Bangkok, Tailândia

| Destinos                       | Código ICAO    | Código IATA | País          | Nome do Aeroporto                                              |
| ------------------------------ | -------------- | ----------- | ------------- | -------------------------------------------------------------- |
| Saint Denis Saint Pierre       | FMME FMEP      | RUN ZSE     | Réunion       | Aeroporto de Roland Garros (HUB) Aeroporto Pierrefonds         |
| Moroni                         | FMCH           | HAH         | Camarões      | Aeroporto internacional de Prince Said Ibrahim                 |
| Paris                          | LFPG           | CDG         | França        | Aeroporto de Paris-Charles de Gaulle                           |
| Chennai                        | VOMM           | MAA         | India         | Aeroporto internacional de Chennai                             |
| Antananarivo Nosy Be Toamasina | FMMI FMNN FMMT | TNR NOS TMM | Madagáscar    | Aeroporto de Ivato Aeroporto de Fascene Aeroporto de Toamasina |
| Mahébourg                      | FIMT           | MRU         | Maurícia      | Aeroporto internacional de Sir Seewoosagur Ramgoolam           |
| Dzaoudzi                       | FMCZ           | DZA         | Mayotte       | Aeroporto internacional de Dzaoudzi Pamandzi                   |
| Mahé                           | FSIA           | SEZ         | Seychelles    | Aeroporto internacional de Seychelles                          |
| Joanesburgo                    | FAOR           | JNB         | África do Sul | Aeroporto Internacional Oliver Tambo                           |
| Banguecoque                    | VTBS           | BKK         | Tailândia     | Aeroporto de Suvarnabhumi                                      |